# 日本道教
日本道教是傳入日本的道教文化總稱，主要是以思想影響日本的文化，而非作為一個宗教進入日本社會。日本是中國隔海相望的鄰國，其古代文明起步較晚，但由於受到以中國為代表的大陸文化的影響，發展速度很快。在古代中日交往和文化交流中，道教亦曾起過重要作用。道教也將庚申信仰等系列道教文化傳到日本，使得尊崇天皇的信仰體制也是依據諸多道教元素建構。

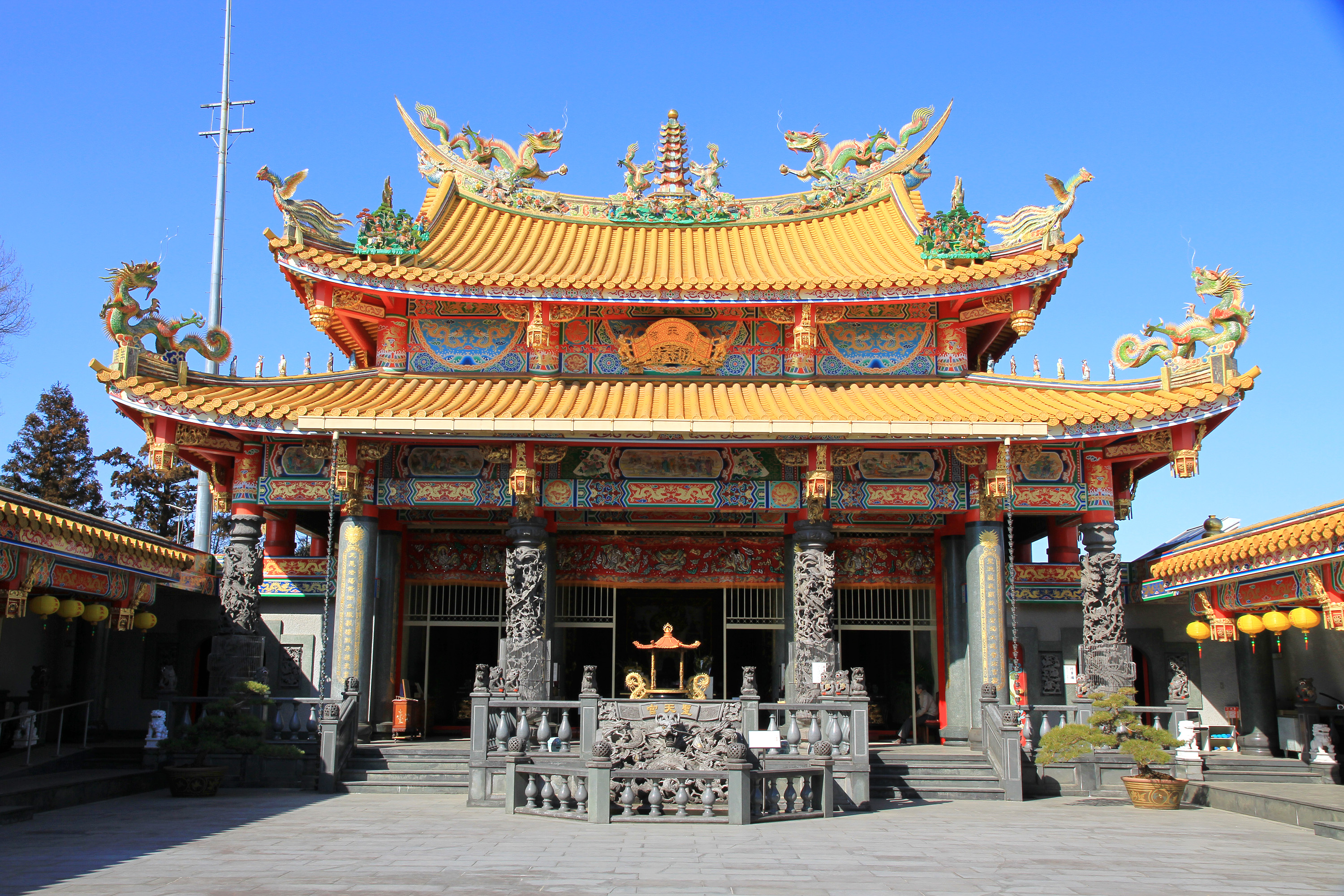
埼玉縣坂戶市聖天宮

## 發展
中國道教是否傳入日本，日本學術界有兩種相反的意見。一種認為日本古代政府拒絕道教的傳入，淡海三船的《唐大和尚東征傳》及《古事類苑》和《群書類聚》等典籍中都有明記。另一種意見認為，「道教作為宗教，其教典、道士、道觀等成體系的組織形態，並沒有直接傳進日本，關於這一點，目前確實無史料可證。但是道教作為思想給日本以影響，可以說已是難以否定的事實」。道教在日本的傳播，沒有帶有建立道觀和道士佈教等形式的教團道教傳到日本來。但是早在公元前2世紀前後，道家思想藉由漢字從漢字文化圈的朝鮮半島傳播到了日本。
到公元5世紀前後的應神天皇、仁德天皇年間，又有大量渡來人來自以半島為中心的地區和中國的長江三角洲地區，他們帶來大陸文化。在奈良、平安朝時代，日本用類似民間習俗的『托盤』，從來自朝鮮半島或中國大陸的歸化人以及隨遣隋使、遣唐使去中國的留學生和留學僧帶回來的道德經典中，學習到漢字成語或知識，也接受了部分唐宋時期盛行的道教信仰，形成了一種道教思想形態；但江戶時代的道教形態與此不同，到了江戶時代，日本接受的是禪宗僧侶們帶來的、明代盛行的『善書』等民間道教。這些『善書』類是從日本人群眾性的國民道德意識之『托盤』較多的地方開始接受的，其中也有幕府和大名的支持。由於印刷術的發達，這些『善書』不斷出版發行，一般民眾也容易看到。因此，對日本一般社會的影響也與以往不同。
而早在大約在七世紀，道教神仙長生思想和方術即已傳往日本。日本留學生曾在中國學習道教方技，並把道教經典帶回日本。從平安時代起，道教守庚申的信仰在日本頗為流行。《古事記》、《日本書紀》亦有記載的古代道教思想，日本最早史書中主要闡述「觀」和「天皇」幾個術語。飛鳥時代的天武天皇因喜歡道教而使用天皇作為君主的尊號。日本的修验道入山修行前念的真言（臨兵鬥者皆陳列在前）与抱朴子中内篇第四登涉篇的（臨兵鬥者皆陳列前行）幾乎一样。

## 相關著作
- 鄭素春：《道教信仰，神仙與儀式 （页面存档备份，存于）》（臺北：臺灣商務印書館股份有限公司，2002）。
- 窪德忠著，蕭坤華譯：《道教史》（上海：上海譯文出版社，1987）。
- 傅勤家：《中國道教史》（上海：商務印書館，1937）。
- Timothy H. Barrett著，曾維加譯：《唐代道教——中國歷史上黃金時期的宗教與帝國》（濟南：齊魯書社，2012）。